# Bielino (Płock)
Pour les articles homonymes, voir Bielino.
Bielino (prononciation : [bjɛˈlinɔ]) est un village polonais de la gmina de Słupno dans le powiat de Płock de la voïvodie de Mazovie dans le centre-est de la Pologne.